# ویکلی استاندارد
ویکلی استناندارد نام یکی از ارگانهای وابسته به گروه نئومحافظه کاران و انستیتوی انترپرایز آمریکا بود که هر هفته توسط مؤسسه انترپرایز در واشینگتن به صورت گسترده‌ای منتشر می‌شد.
این نشریه در ۱۷ سپتامبر ۱۹۹۷ توسط ویلیام کریستول بنینگاری شد.
مجله سیاسی ویکلی استاندارد از ماه سپتامبر سال ۱۹۹۵ به صورت مرتب هر هفته منتشر می‌ش و دارای تیراژ ۱۸۰٬۰۰۰ نسخه در ماه بود.

## پیوندهای مرتبط
- وبگاه رسمی ویکلی استاندارد بایگانی‌شده  در ۲۵ فوریه ۲۰۰۷ توسط Wayback Machine

1. ↑  Farhi, Paul (December 14, 2018). "The Weekly Standard, influential conservative magazine, will shutter". The Washington Post. Retrieved December 14, 2018.
2. ↑  Carr, David (June 24, 2004). "When this weekly speaks, White House listens". New York Times. Archived from the original on June 24, 2004. Retrieved December 6, 2018.
3. ↑  Schwartz, Jason (December 4, 2018). "Weekly Standard faces uncertain future after holding its ground against Trump". Politico (به انگلیسی). Retrieved December 6, 2018.
4. ↑  McConnell, Scott. "The Weekly Standard's War". November 21, 2005. The American Conservative
5. ↑  Smith, Ben. "Weekly Standard may have been shooter target بایگانی‌شده  در ژانویه ۴, ۲۰۱۰ توسط Wayback Machine" June 11, 2009. Politico.
6. ↑  Magolick, David. "The Return of the Neocons بایگانی‌شده  در اوت ۱۱, ۲۰۱۰ توسط Wayback Machine" January 22, 2010. Newsweek.